# Consumer Electronics Danmark
Consumer Electronics Danmark er en brancheorganisation, der i samarbejde med Branschkansliet i Stockholm varetager interesser for producenter og importører af forbrugerelektronik i Danmark.
Consumer Electronics Danmark erstattede i 2019 den hidtidige brancheforening for radio- og TV-producenter – BFE (Brancheforeningen for Forbrugerelektronik).Den oprindelige brancheforening for den danske radio- og TV-branche blev stiftet i 1940’erne. Brancheforeningen spillede en central rolle i den danske DR TV-serie Krøniken 2004-2007.
Forbrugerne i Danmark i dag køber TV/  skærme og audioprodukter for ca. 4,2 mia. DKK om året (2020, kilde GfK).
Deltagere i Consumer Electronics Danmark er markedsledere som Samsung, TCL, TPV Philips, Panasonic, Sony, Harman/Kardon  og Yamaha.
APPLia-Danmark ved direktør Henrik Egede er sekretariat for den danske del af foreningen.